# 뇌척수액

뇌척수액의 맥동을 보여주는 MRI 사진

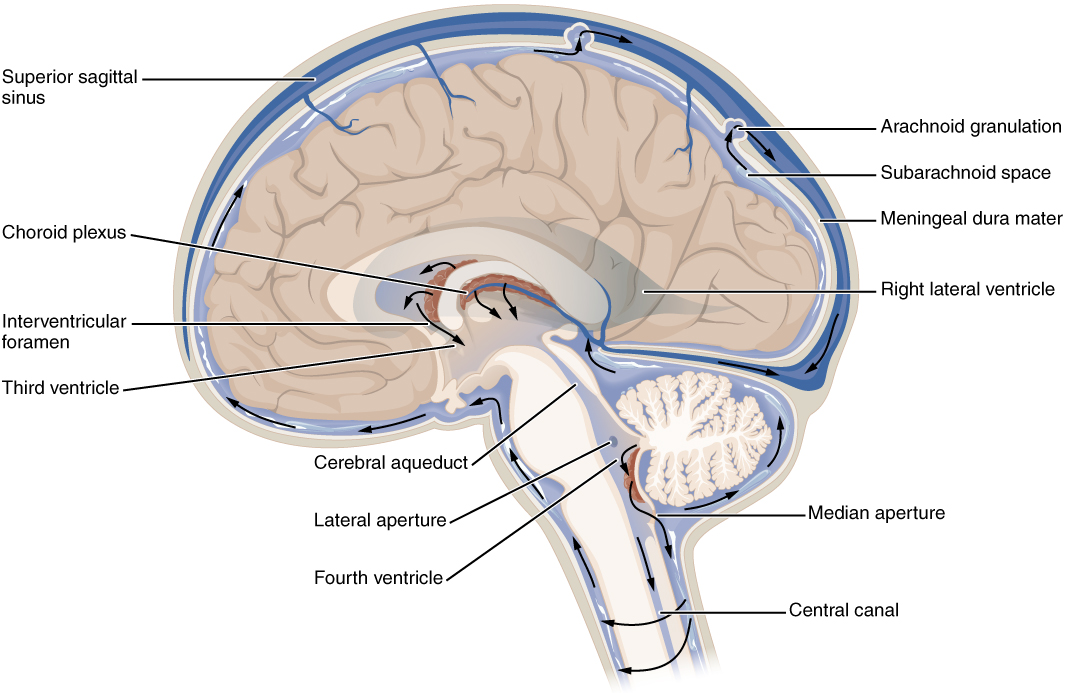
뇌척수액은 뇌와 척수 주위의 거미막밑 공간을 순환한다.

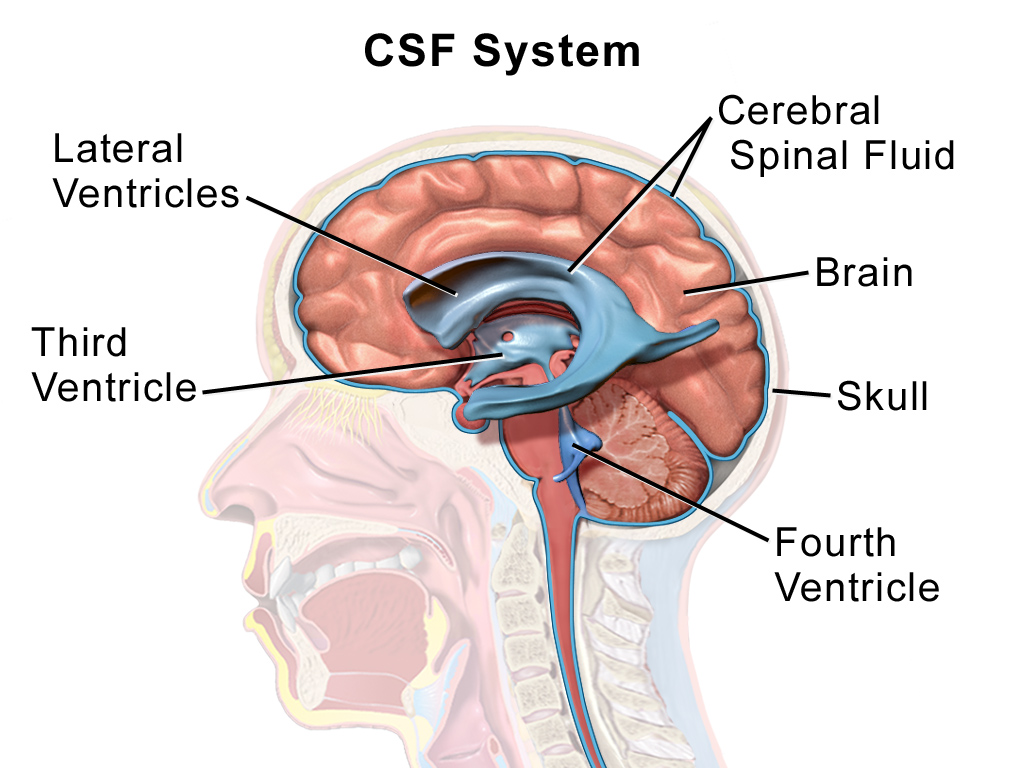
뇌실계통(CSF syster): 뇌척수액(Cerebral Spinal Fluid),뇌(Brain),두개골(Skull),측뇌실(Lateral Ventricles), 제3뇌실(Third Ventricles),제4뇌실(Fourth Ventricles)

뇌척수액(腦脊髓液, cerebrospinal fluid, CSF)은 수액이라고도 부른다. 뇌와 척수를 둘러싼 연질막과 지주막(거미막) 사이에 있는 공간인 지주막 하강(거미막밑 공간)과 뇌실을 채우고 있는 액체를 말한다. 뇌의 고랑과 수조, 척수의 중심관에 들어 있는 액체도 뇌척수액이다. 뇌와 척수를 뇌척수강 내에 부유시켜서 뇌 피질을 물리적·면역학적인 충격으로부터 보호하는 완충 역할을 한다. 대뇌 혈류를 자가조절하고, 뇌와 척수의 조직액을 대신하는 기능을 하기도 한다. 뇌의 맥락얼기에서 생산되고, 무색·투명하며 약알칼리성으로 전체의 양은 100∼150 mL이다. 조성은 림프와 거의 같으나 단백질은 매우 적다.

## 구조

### 생산
뇌척수액은 하루에 약 500 ml(약 0.4 ml/분)가 생산되고, 일정하게 재흡수되어 양은 100-160 ml로 유지된다.
맥락얼기의 뇌실막 세포가 전체 뇌척수액의 2/3 이상을 생산한다. 맥락얼기는 제4뇌실에 있는 정맥얼기로, 뇌척수액으로 가득 찬 빈 공간이다. 나머지 뇌척수액은 뇌실의 표면과 거미막밑 공간 주위의 표면에서 생산된다.
뇌실막 세포는 가쪽뇌실로 나트륨 이온을 능동적으로 분비한다. 이에 따라 삼투압이 형성되어 뇌척수액이 있는 공간으로 물이 유입된다. 음전하를 띠는 염화물은 양전하를 띠는 나트륨 이온과 함께 움직이면서 전기적으로 중성을 유지한다. 따라서 뇌척수액은 혈장보다 나트륨과 염화물의 농도가 높고, 칼륨, 칼슘, 포도당 및 단백질의 농도는 낮다.

### 순환
뇌척수액은 뇌실계통을 따라 순환한다. 뇌실은 뇌에 있는 빈 공간이다. 대부분의 뇌척수액은 두 개의 가쪽뇌실에서 생성되어 뇌실사이구멍(interventricular foramina of Monro)을 지나 제3뇌실로 이동하고, 이어서 중간뇌수도관(cerebral aqueduct of Sylvius)을 거쳐 제4뇌실로 이동한다. 제4뇌실은 뇌줄기의 뒤쪽에 있는 부푼 부분이다. 제4뇌실에서 뇌척수액은 세 구멍을 지나 거미막밑 공간으로 들어간다. 가운데로는 정중구멍(foramen of Magendie)을, 양 가쪽으로는 가쪽구멍(foramen of Luschka)을 지난다. 거미막밑 공간은 뇌와 척수를 덮고 있다.
뇌척수액은 박동하면서 이동하고, 유속은 약 0.77 ml/분이다.

### 재흡수
뇌척수액은 거미막과립을 통하여 경질막정맥굴로 들어가서 혈관계로 돌아간다는 설이 지배적이다. 한 연구는 뇌척수액이 뇌신경을 따라 흐르고 척수신경뿌리가 뇌척수액을 림프로 들어가게 한다고 보고하였으며, 이렇게 흐르는 뇌척수액이 거미막과립이 발달하지 않은 신생아의 뇌척수액 재흡수에 특히 중요한 역할을 한다고 주장하였다. 또한 뇌척수액은 머리뼈 바깥의 림프관, 특히 체판(cribriform plate)을 통하여 코의 점막밑 림프관으로 대부분 흡수된다.

### 구성성분

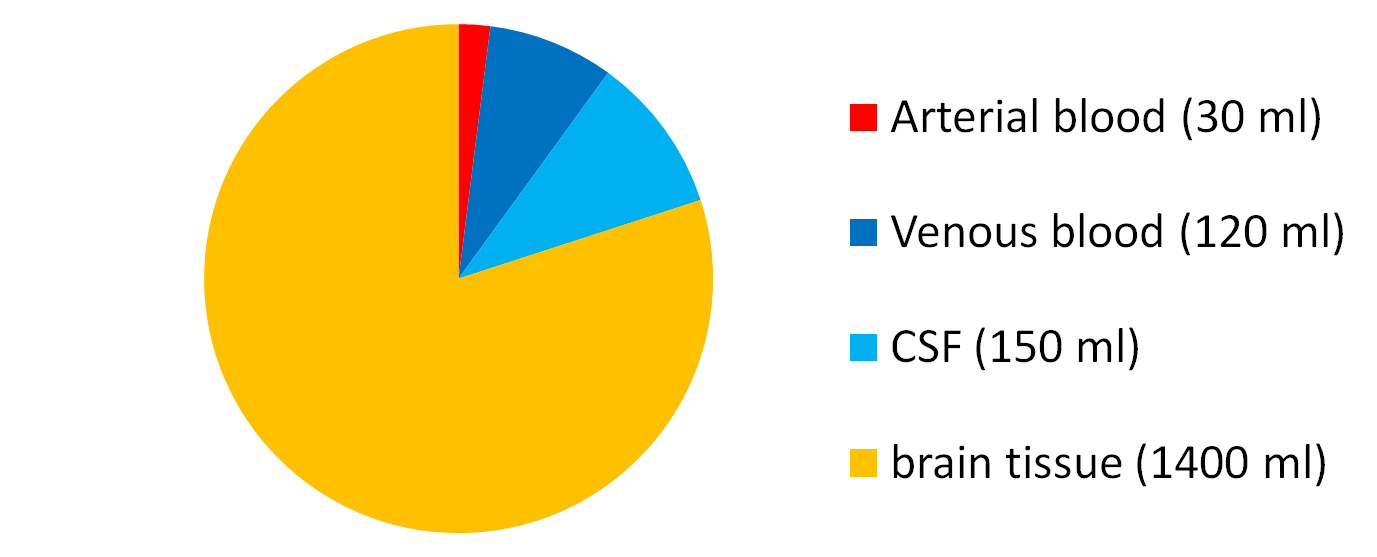
머리뼈 안에 있는 뇌척수액, 혈액, 실질(parenchyma)의 부피 분포

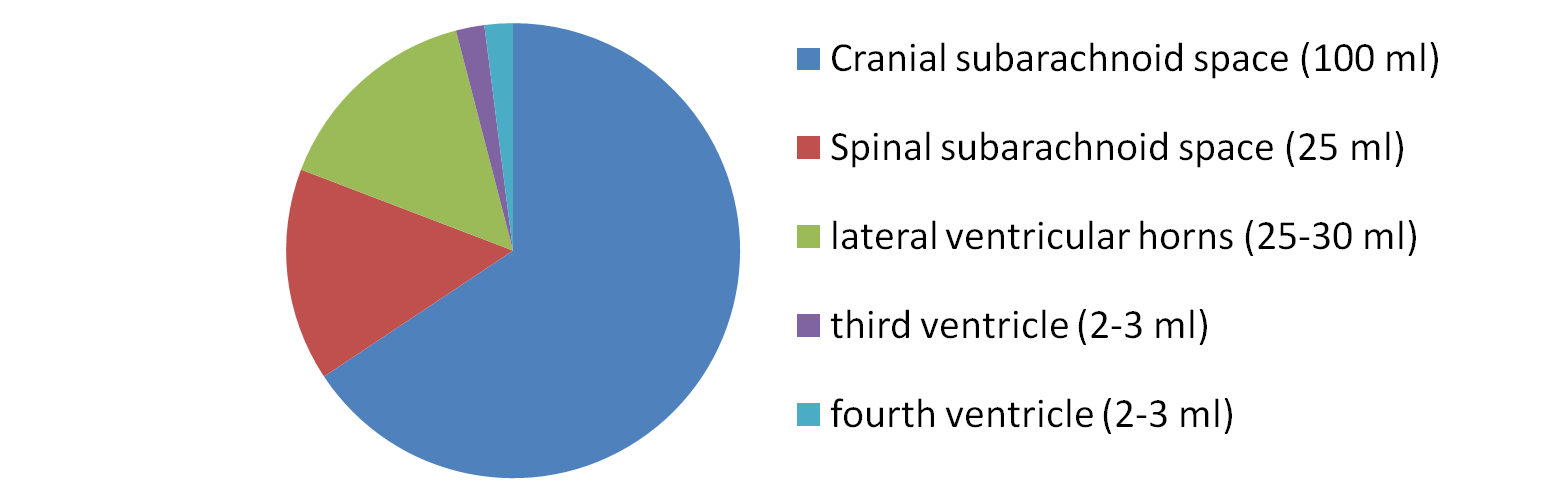
각 부분에 존재하는 뇌척수액의 부피

뇌척수액은 표본 채집 위치에 따라 혈장단백질의 약 0.3% 혹은 15-40 mg/dL을 포함한다. 뇌와 척수를 둘러싼 거미막밑 공간에는 135-150 ml이 들어 있을 수 있으므로 많은 양이 거미막밑 과립을 통하여 위시상정맥굴의 혈액으로 유출된다. 뇌척수액은 하루에 3.7번, 혹은 6-7시간마다 한 번씩 교환된다. 뇌척수액이 연속적으로 정맥으로 흐르면서 뇌와 뇌척수액로 투과되는 큰, 지질에 용해되지 않는 분자의 농도를 낮춘다.
뇌척수액의 압력은 요추천자를 통하여 잴 수 있다. 옆으로 누워 있는 사람은 10-18 cmH2O(8-15 mmHg 혹은 1.1-2 kPa), 앉아 있는 사람은 20-30 cmH2O(16-24 mmHg 혹은 2.1-3.2 kPa)이다. 신생아는 8-10 cmH2O(5.9-7.4 mmHg 혹은 0.78-0.98 kPa)이다. 뇌척수액의 압력이 변화하는 원인은 대개 기침을 하거나 목정맥의 내부 압력 변화 때문이다. 누운 자세일 때 요추천자로 추정된 뇌척수액 얍력이 머리속압력(intracranial pressure)과 유사하다.
뇌척수액에 있는 단백질의 양은 상이하다. 일반적으로 요추나 수조에 있는 뇌척수액에 비하여 뇌실에 있는 뇌척수액에 구형 단백질과 알부민이 더 적다. IgG 양을 측정하는 IgG 지수는 {\displaystyle {{IgG_{CSF} \over IgG_{serum}} \over {albumin_{CSF} \over albumin_{serum}}}}와 같이 구한다. IgG 지수 기준치는 0.73으로, 값이 더 높으면 다발성 경화증이 있음을 나타낸다.
| 물질       | 최저 | 최고 | 단위   | 혈장에 포함된 양 대비 백분율 |
| ---------- | ---- | ---- | ------ | ---------------------------- |
| 삼투질농도 | 280  | 300  | mmol/L |                              |
| 나트륨     | 135  | 150  | mmol/L |                              |
| 칼륨       | 2.6  | 3.0  | mmol/L |                              |
| 염화물     | 115  | 130  | mmol/L | >100%                        |
| 칼슘       | 1.00 | 1.40 | mmol/L | ~50%                         |
| 마그네슘   | 1.2  | 1.5  | mmol/L | >100%                        |
| 철         | 0.2  | 0.4  | µmol/L |                              |

| 물질       | 최저     | 최고     | 단위   | 혈장에 포함된 양 대비 백분율 |
| ---------- | -------- | -------- | ------ | ---------------------------- |
| 포도당     | 50       | 80       | mg/dL  | ~60%                         |
| 포도당     | 2.2, 2.8 | 3.9, 4.4 | mmol/L | ~60%                         |
| 단백질     | 15       | 40, 45   | mg/dL  | ~1%                          |
| 알부민     | 7.8      | 40       | mg/dL  | 0 - 0.7%                     |
| 젖산       | 1.1      | 2.4      | mmol/L |                              |
| 크레아티닌 | 50       | 110      | µmol/L |                              |
| 인         | 0.4      | 0.6      | µmol/L |                              |
| 요소       | 3.0      | 6.5      | mmol/L |                              |
| 이산화탄소 | 20       | 25       | mmol/L |                              |

| 물질   | 최저 | 최고         | 단위                  | 혈장에 포함된 양 대비 백분율 |
| ------ | ---- | ------------ | --------------------- | ---------------------------- |
| 적혈구 | n/a  | 0 / negative | cells/µL or cells/mm3 |                              |
| 백혈구 | 0    | 3            | cells/µL cells/mm3    |                              |
| pH     | 7.28 | 7.32         | (-log M)              |                              |
| PCO2   | 44   | 50           | mmHg                  |                              |
| PCO2   | 5.9  | 6.7          | kPa                   |                              |
| PO2    | 40   | 44           | mmHg                  |                              |
| PO2    | 5.3  | 5.9          | kPa                   |                              |

### 발생
발생 3주 경에 배아는 세 엽으로 분화한다. 배아의 등쪽 표면을 덮고 있는 세포층을 내배엽이라고 한다. 등쪽 표면의 가운데에 있는 직선형 구조를 척삭이라 한다. 내배엽이 증식하면서 척삭은 발생하는 배아 가운대로 이끌려오고, 신경관으로 발달한다.
뇌는 배아 발생 4주 째에 나타나기 시작한다. 이 시기에는 머리가 생길 신경관 주위가 여러 군데 부풀고, 이후에 각각 중추신경계의 구성요소로 분화한다. 이 시기의 뇌는 앞뇌(prosenchephalon), 중간뇌(mesencephalon), 마름뇌(rhombencephalon) 세 부분으로 나뉜다.
발생하는 전뇌는 신경관(neural cord)을 감싸고 있다. 신경관은 궁극적으로 가쪽뇌실이 된다. 뇌실의 안쪽 표면을 따라서 얇은 뇌실 벽이 있고, 맥락얼기가 발달하여 뇌척수액을 방출한다. 뇌척수액은 재빨리 신경관(neural canal)을 채운다.

## 기능

### 부력
사람의 뇌는 질량이 약 1400 g 정도이지만, 뇌척수액에 떠있는 뇌의 무게는 25 g까지 감소한다. 뇌는 중성부력 상태로 존재하면서 스스로의 무게에 눌리지 않고 밀도를 유지한다. 뇌척수액이 없으면 뇌의 아래쪽 부분에는 혈액 공급이 원활하지 않고 뉴런이 괴사할 것이다.

### 보호
뇌척수액은 급격한 움직임이나 타격으로부터 뇌 조직을 보호한다. 교통 사고나 스포츠 부상 등 특수한 상황에서 뇌척수액이 두개골에 가해지는 힘을 이기지 못하고 출혈이나 뇌 손상을 일으키고 심하면 죽음에 이르기도 한다.

### 화학적 안정
뇌척수액은 뇌실계통 안을 흐르고 혈액뇌장벽을 지나 혈류로 다시 흡수되면서 중추신경계에서 생기는 대사 부산물을 제거한다. 이를 통하여 신경내분비인자 분포의 항상성 조절이 이루어진다. 신경내분비인자는 약간의 변화로도 신경계 기능에 문제를 일으키거나 손상을 줄 수 있다. 예를 들어, 글라이신 농도가 높으면 체온과 혈압 조절 기능이 교란되고, 뇌척수액 pH가 높으면 어지럼증이 생기거나 실신하기도 한다.

### 노폐물 제거
마이켄 넨더가드(덴마크어: Maiken Nedergaard)는 뇌실의 글림프계(glymphatic system)가 뇌척수액을 통해 뇌세포의 활동 및 대사 결과 생산된 독소와 노폐물을 뇌 조직의 세포 사이질액에서 제거하는 역할을 한다고 연구결과 이를 보고한바있다. 글림프계의 활성은 수면 중에 증가한다. 수면 중에, 신경아교세포의 수축으로 통제되는 세포외 채널이 열려서 뇌척수액이 뇌 사이사이로 조밀하게 유입될수있게 된다. 이를 통하여 각성 상태에서 뇌의 활동으로 생산된 대사 노폐물, 예를 들면 베타 아밀로이드, 타우 단백질 등을 수면 중에 제거하는 데에 뇌척수액이 큰 역할을 한다고 추측할 수 있다.

## 임상적 중요성
뇌척수액 압력이 높아지면 뇌의 혈류가 제한될 수 있다. 뇌척수액이 원활하게 흐르지 못하면 뇌척수액의 움직임뿐만 아니라 두개척수 순응도(craniospinal compliance)와 두개골내 혈류에도 영향을 미쳐 뉴런과 신경아교세포를 취약하게 한다. 또 정맥계통도 여기에 관여한다. 유아와 어린이는 특히 뇌척수액 압력과 뇌실 크기 사이의 관계가 예상을 벗어나는 경우가 있을 수 있는데, 이것은 정맥압 변화에 일부 기인한다.
몇몇 포유류에서 뇌척수액과 림프계통이 연결되어 있다는 것이 알려져 있다. 예비 조사 결과에 따르면 자궁에서 맥락얼기가 뇌척수액을 분비하는 능력이 형성되는 시기에 뇌척수액-림프 연결이 형성된다. 수두증을 포함하는 뇌척수액 장애와 비정상적인 뇌척수액-림프 수송 사이에 어떤 관계가 있다.

### 수두증
수두증은 말 그대로 머리(뇌)에 물이 찬 상태로, 뇌척수액 흐름이나 재흡수가 정상적이지 않거나 과다하게 많은 뇌척수액이 생산되어 생긴다. 뇌에 있는 빈 공간인 뇌실에 뇌척수액이 비정상적으로 축적되어 두개골내 압력(ICP)이 높아질 수 있다. 수두증이 발생 중에 발생하면 두개골이 커질 수도 있다. 흔히 정신적 장애를 동반하며, 경련성 발작(convulsive episode)이나 터널시야를 동반하기도 한다. 수두증은 빨리 교정하지 않으면 위험할 수 있으며, 영아와 나이가 많은 어른에게서 빈도가 더 높다.

### 요추천자

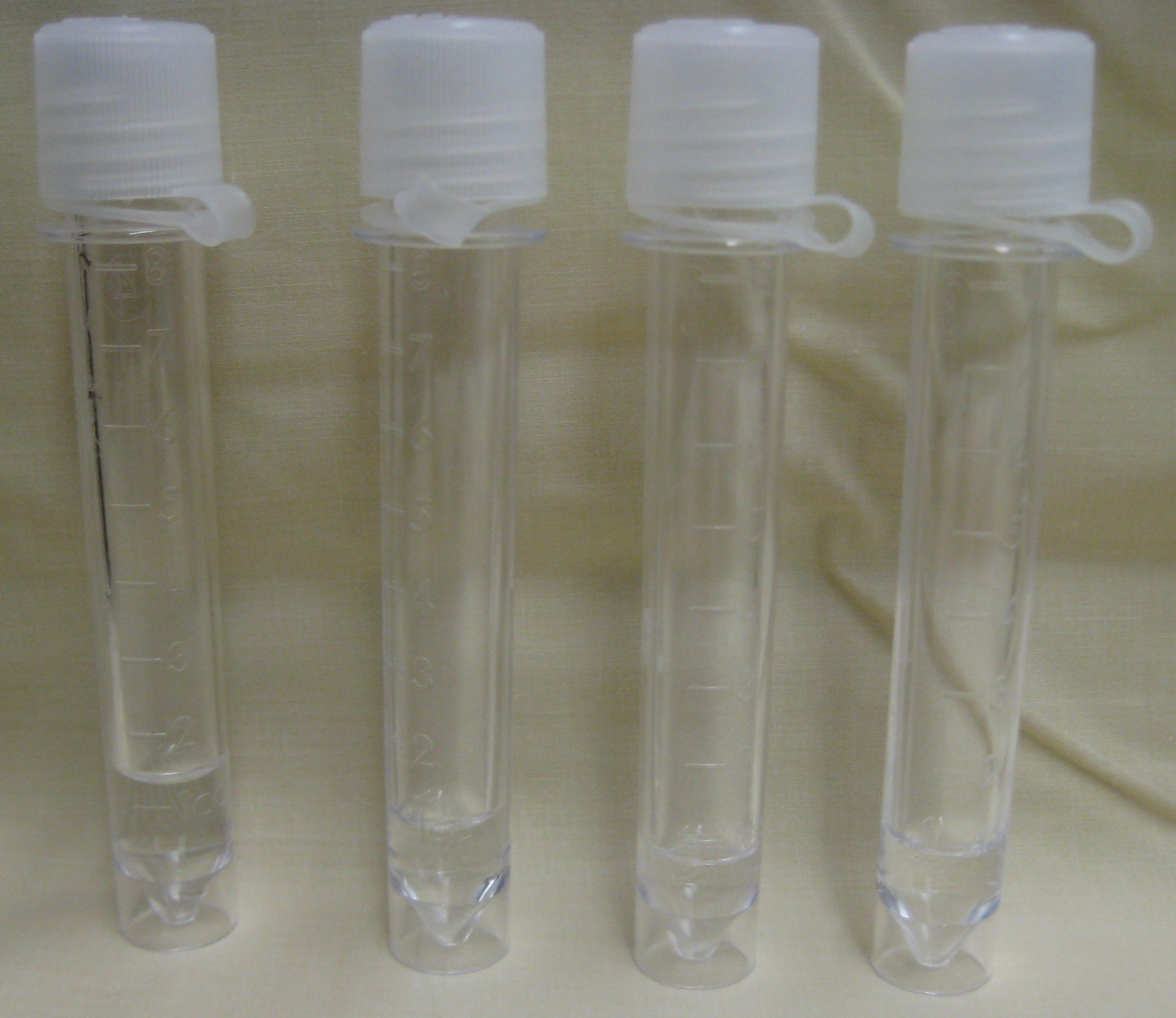
사람의 뇌척수액

뇌척수액은 다양한 신경계질환을 진단하는 데에 사용되며, 요추천자를 통하여 수집한다.
요추천자는 무균 조건에서 거미막밑 공간, 대개는 세 번째와 네 번째 허리뼈 사이에 바늘을 넣어 실시한다. 바늘을 통해 수집된 뇌척수액에 있는 세포의 수를 세고 단백질과 포도당 농도를 검사한다. 이러한 지표만으로도 거미막밑 출혈과 중추신경계 감염(수막염 등)을 진단하는 유용한 도구이다. 뇌척수액 배양 검사를 통하여 감염의 원인이 된 미생물을 얻을 수 있다. 올리고클론띠(oligoclonal band) 등 더욱 정교한 방법으로는 진행중인 염증 상태(예를 들면 다발성 경화증)를 알 수도 있다. 베타-2 트랜스페린 분석은 뇌척수액 누수를 감지하는데 매우 민감하고 특이적인 분석법이다.
두개골내 압력을 측정할 때에 요추천자를 행하기도 한다. 특정한 수두증의 경우 두개골내 압력이 높아지기도 한다. 두개골내 압력이 종양 등으로 인하여 높아진 것으로 의심될 때에는 요추천자를 실시해서는 안 된다. 뇌 헤르니아를 일으켜 죽음에 이르게 할 수 있기 때문이다.
요추천자를 받은 사람의 1/3은 두통을 경험한다.

### 비중
뇌척수액은 마취과학에도 중요한 요소이다. 비중(baricity)은 사람의 뇌척수액 대비 물질의 밀도(농도)이다. 마취를 할 때에 비중을 통하여 특정한 약물이 경막내 공간에 퍼지는 정도를 알 수 있다.

### 알츠하이머병
뇌척수액에 있는 단백질 표지자 세 개를 통하여 알츠하이머병이 있는지 알 수 있다는 보고가 있다. 단백질 표지자는 각각 뇌척수액 아밀로이드 베타 1-42과 뇌척수액 내 총 타우 단백질 및 P-τ181p이다. 단백질 표지자를 통한 검사에서 민감도는 높았지만 특이도는 낮았다.

## 같이 보기
- 수막염
- 수두증
- 중뇌